# Playa roja de Panjin
La playa roja de Panjin es un lugar ubicado en las marismas del delta del río Liao en Panjin (China). Esta reserva natural es un hábitat clave para las aves migratorias en su ruta entre Asia y Australia. Es un lugar de refugio para 236 especies de aves, de las cuales 30 son especies protegidas  
El color rojo sólo aparece en aquellas zonas cuyos suelos están compuestos de limos. La superficie cubierta de barro ocupa unas 3.500 hectáreas. La tonalidad roja se debe a una especie local de sargadilla marina. Esta planta empieza a brotar entre abril y mayo. Su color verde inicial va virando al rojo.

## Turismo
Sólo una parte de la playa se abre para los turistas que pueden disfrutar entre otras cosas, de la presencia de algunas fascinantes aves que visitan la zona. El resto del área es parte de una reserva natural protegida.